# Vlajka Francouzských jižních a antarktických území

Vlajka Francouzských jižních a antarktických území
Poměr stran: 2:3

Francouzská vlajka
Poměr stran: 2:3

Francouzská námořní vlajka
Poměr stran: 2:3
Poměr šířek: 30:33:37

Vlajka Francouzských jižních a antarktických území, která jsou francouzským zámořským teritoriem a přidruženým územím Evropské unie, byla oficiálně přijata 25. listopadu 2007. Do té doby se užívala pouze francouzská vlajka. Součástí území je i nárokované teritorium v Antarktidě, avšak dle Antarktického smluvního systému jsou pozastaveny veškeré nároky suverénních států. Nyní je vlajka užívána společně s francouzskou vlajkou.
Vlajka je tvořena modrým listem o poměru stran 2:3, v horní žerďové části se nachází bíle lemovaný kanton v podobě francouzské trikolóry, v dolní vlající části je bílý emblém, skládající se ze vzájemně se překrývajících písmen TAAF (zkratka oficiálního názvu Terres australes et antarctiques françaises), provázených pěti hvězdami.
Design navazuje na vlajku, kterou od roku 1956 používal prefekt Xavier Richert, na té ale byly pouze tři hvězdy, poukazující na jeho hodnost viceadmirála. Tato vlajka byla zároveň považována za neoficiální vlajku TAAF. Pět hvězd na současné vlajce symbolizuje pět distriktů: Kergueleny, Crozetovy ostrovy, Ostrovy Svatý Pavel a Amsterdam, Roztroušené ostrovy a Adélina země.

## Galerie

Vlajka prefekta TAAF (1956–2007) Poměr stran: 2:3